# Rio Blanco megye
Rio Blanco megye az Amerikai Egyesült Államokban, azon belül Colorado államban található. Megyeszékhelye és legnagyobb városa Meeker. Lakosainak száma 6529 fő (2020. április 1.). Rio Blanco megye Moffat, Garfield, Routt és Uintah megyékkel határos.

## Népesség
A megye népességének változása:
| Lakosok száma | 6641 | 6815 | 6808 | 6807 | 6571 | 6529 |
|               | 2010 | 2011 | 2012 | 2013 | 2015 | 2020 |